# Platyja crenulata
Platyja crenulata là một loài bướm đêm trong họ Noctuidae.